# 艾安薩 (密蘇里州)
艾安薩（英語：Iantha）是位於美國密蘇里州巴頓縣的普查規定居民點。

## 歷史
艾安薩的郵局於1881年設立，其後於1985年停運。

## 人口
根據2020年美國人口普查的數據，艾安薩的面積為0.70平方千米，皆為陸地。當地共有人口95人，而人口密度為每平方千米135.71人。